# Page (North Dakota)
|  | Dieser Artikel wurde aufgrund von inhaltlichen Mängeln auf der Qualitätssicherungsseite des Projektes USA eingetragen. Hilf mit, die Qualität dieses Artikels auf ein akzeptables Niveau zu bringen, und beteilige dich an der Diskussion! Eine nähere Beschreibung der zu behebenden Mängel fehlt. |

Page ist eine Stadt im Cass County im US-Bundesstaat North Dakota. Laut Volkszählung im Jahr 2020 hatte sie eine Einwohnerzahl von 190 auf einer Fläche von 0,5 km². Die Bevölkerungsdichte liegt bei 450 Einwohnern pro km².